# Реферал
Реферал (или реферрал, от англ. referral — «направление») — участник партнёрской программы, зарегистрировавшийся по рекомендации другого участника. Такая схема маркетинга широко распространена в интернете и предполагает регистрацию на сайтах, предоставляющих некие услуги. В этом случае рекомендация сопровождается «реферальной ссылкой», содержащей информацию об учётной записи участника, который получит вознаграждение за привлечение новичков. Вербующего участника принято по аналогии называть «реферер» (англ. referrer).
Рефералов подразделяют на прямых и косвенных. Прямой реферал для издателя — тот, кто зарегистрирован непосредственно по ссылке издателя. Косвенный реферал — тот, кто зарегистрировался по ссылке прямых или косвенных рефералов.

## Привлечение рефералов

### Пассивный метод
Этот способ заключается в публикации реферальных ссылок, баннеров, кратких описаний, полно объемлющих материалов и других рекламных материалов на сайтах, досках объявлений, форумах, в качестве подписи в личном профиле или социальных сетях, с целью показать эту информацию посетителю и заинтересовать его.
Самый распространенный метод и самый выгодный способ, не требующий финансовых затрат, так как, в основном, рефералами становятся заинтересованные пользователи, ищущие способы заработка и желающие работать. Такие рефералы, в основном, приносят больше всего дохода.

### Активный метод
Принцип метода заключается в том, что реферер требует от пользователей неких сервисов регистрации по их реферальной ссылке, прежде чем предоставить им доступ к функциям этого сервиса. К примеру, владелец музыкального сайта позволяет посетителям скачивать песни только после того, как они примут участие в опросе, проводящемся на другом сайте.